# Tytthocope laktionovi
Tytthocope laktionovi är en kräftdjursart som först beskrevs av Gurjanova 1946.  Tytthocope laktionovi ingår i släktet Tytthocope och familjen Munnopsidae. Inga underarter finns listade i Catalogue of Life.